# 上方演芸ホール

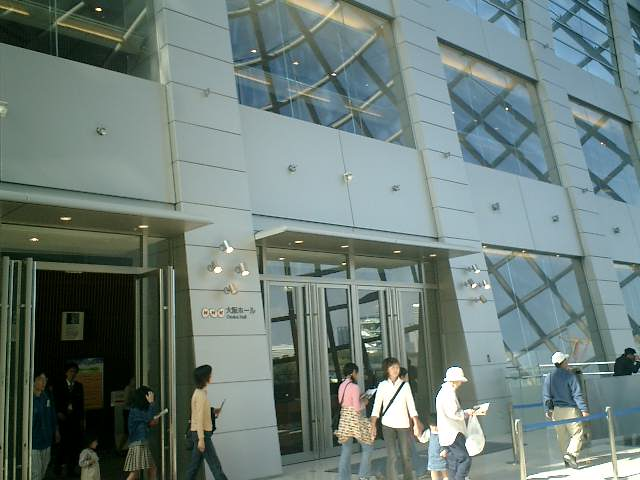
「上方演芸ホール」の収録が行われているNHK大阪ホール

『上方演芸ホール』（かみがたえんげいほーる）は、NHK大阪放送局が放送していた演芸番組。

## 概要
- 2001年のNHK大阪ホール開設に合わせて同年11月19日スタート。同所からの公開収録という形で放送されていた。
- 若手からベテランまで幅広い層の上方演芸家が毎回登場し、その名人芸を披露しあっていた。
- 基本的に2週おきに落語と漫才・コントを交互に放送。

落語は『NHK上方落語の会』からの収録である。まれに「よみがえる名人芸」と銘打って、故人となられた落語家によるビデオ公演（これも『NHK上方落語の会』からのライブラリーから収録したものが主）が放送された。
「満員御礼! 寄席芸ワールド」と題した寄席演芸の回もあり、喜味こいしや林家染丸一門による古典の演芸、若手落語家「浪花花形五人衆」による大喜利コーナーが放送された。
また若手漫才師限定公演も放送された（若手漫才師限定公演は上方演芸会=ラジオでも不定期に行われる）。
年2〜3回程度は浪曲も放送された。
- アナログ放送では2009年度までは14:9、2010年度からレターボックス16:9の画面アスペクト比で放送されていた。
- 2011年3月3日で番組終了[1]。以降『西方笑土』、『上方落語の会』として再スタート。

## 放送時間
放送時間はNHKの編成見直しにより大きく変動。通常は近畿広域圏限定だが、BS2でも第3金曜日に放送されていた。海外向けのNHKワールド・プレミアムでも不定期に放送されることがある。
2002年1月〜3月
総合　月曜 23:00 - 23:45
2002年4月〜2004年3月
総合　金曜 0:15 - 1:00（木曜深夜。23時台の番組編成の見直しによる）
2004年4月〜2006年3月
総合　木曜 0:15 - 1:00（水曜深夜）
2006年4月〜2007年3月
総合　木曜 0:00 - 0:45（水曜深夜。午前0時の定時ニュース廃止による）
2007年4月〜2008年3月
総合　火曜 0:10 - 0:55（月曜深夜）
2008年4月〜2009年3月
総合　日曜 23:35 - 0:18（日曜深夜〜月曜深夜）
2009年4月〜2010年3月
総合　月曜 0:05 - 0:48（日曜深夜）
2010年4月〜9月
総合　月曜 0:05 - 0:48（日曜深夜、これ以降『ドキュメント20min.』・『J-MELO』は遅れ放送）
2010年9月〜
総合　月曜0:00 - 0:43（日曜深夜）、再放映・次の週の木曜16:05 - 16:48（国会中継、大相撲中継、高校野球中継などの期間中は休止）
BS 2
第3金曜 21:00 - 21:59（関西ローカル放送分の中から内容を再々構成）、再放映・次の週の木曜17:00 - 17:59（国会中継、大相撲中継期間中は休止。2010年4月から）
なお、台風、災害、重大な事件発生などの緊急時（その場合大阪や東京から終夜体制でニュースを流すため）、特別番組が編成される場合にはそれらを優先するため休止する場合もある。

## 特別番組
『上方演芸ホール 特別版 〜「ちりとてちん」の落語を聞こう!〜』と題して、ドラマ「ちりとてちん」に登場する落語演目を過去のNHKのライブラリーから厳選し、5夜連続放送する特番（全国放送）。案内役は桂吉弥（ナレーションも担当、一部西堀裕美アナウンサーが担当）と堀あかり。
番組ではドラマ内での幾つかのシーンや、ドラマ内で落語の噺の説明で時代劇風に扮装した「劇中劇」部分を短く放送。落語演目放送の前後に落語の解説やドラマのエピソード、ドラマ出演者のインタビュー等も放送。
- 2008年3月4日　2:55 - 3:40　NHK総合テレビ（翌日の15:15 - 16:00『NHK名作アワー』で再放送）

5代目桂文枝『愛宕山』
- 2008年3月5日　2:45 - 3:30　NHK総合テレビ（翌日の15:15 - 16:00『NHK名作アワー』で再放送）

4代目林家染丸『辻占茶屋』
- 2008年3月6日　3:00 - 3:45　NHK総合テレビ（翌日の15:15 - 16:00『NHK名作アワー』で再放送）

3代目桂南光『ちりとてちん』
3代目桂あやめ『ちりとてちん（芸者バージョン）』（落語の後半部分のみ放送）
- 2008年3月7日　3:00 - 3:45　NHK総合テレビ（本放送のみ）

5代目桂文枝『たちぎれ線香』
- 2008年3月8日　2:10 - 2:55　NHK総合テレビ（3月7日の15:15 - 16:00『NHK名作アワー』で先行放送）

3代目桂米朝『はてなの茶碗』
また、2008年12月31日の12:00 - 15:36に、『上方演芸ホール 特別選 〜「ちりとてちん」の落語を聞こう!〜』と題して、NHK教育テレビでも放送された。
2008年11月6日に、『上方演芸ホール 特別版 〜イチ押し勢揃い!特選落語会〜』と題して、以前にNHK総合テレビで放送の「文珍・南光のわがまま演芸会」番組内で「イチ押し」として紹介した若手上方落語家で、近年名跡を襲名をしたり、2009年に名跡襲名を控える演者を集めた「上方演芸会 イチ押し勢揃い!特選落語会」からの放送。
案内役は5代目桂米團治、堀あかり。
番組では、それぞれの演者のプロフィール紹介や、昨年の「5代目桂米團治襲名記者会見」の模様も短く放送。
- 2008年11月6日　1:35 - 2:19　NHK総合テレビ（全国放送）

3代目桂歌之助『佐々木裁き』
5代目桂米團治『青菜』
- 2008年11月6日　2:19 - 3:05　NHK総合テレビ（全国放送）

桂つく枝『宿替え』
桂春菜『野崎詣り』
この番組での高座の模様は、2008年8月6日、NHK大阪放送局 T-2スタジオ（テレビ第2スタジオ）で公開収録され、桂つく枝、桂春菜の高座は、『上方演芸会』（NHKラジオ第2放送）でも放送された。

### 故人追悼
- 2010年12月20日 0:00 - 0:43 NHK総合テレビ（近畿地方のみ）

正司玲児さんを偲んで2010年12月10日に逝去した正司敏江・玲児の正司玲児の追悼企画。
- 2011年2月7日 0:05 - 0:35（同上）

喜味こいしさんをしのんで2011年1月23日に逝去した喜味こいしを追悼して、過去に放送された漫才や寄席芸の舞台を紹介し、またこいしと親交の深かった芸能人へのインタビューを交えた
この直後に2010年11月にNHK大阪ホールで収録されたこいし最期の出演番組「寄席芸ワールド」の模様が紹介された。

## 案内役
- 落語：小佐田定雄（演芸研究家・演芸作家・落語作家）
- 漫才・コント・寄席芸：桂米團治（桂小米朝）（落語家・毎回交代）、石田靖（吉本新喜劇座長・毎回交代）、斉藤雪乃

主に寄席芸を取り上げる番組では米團治、漫才・コントは石田が進行役を勤める。
- 浪曲：芦川淳平（浪曲研究家）

### 以前の案内役
- 漫才・コント：宮地真緒（女優・グラビアアイドル）、堀越のり（女優・タレント）、堀あかり（タレント）